# علف چمن
علف چمن (نام علمی: Poa compressa)، از گندمیان پهن چمنزار و گیاهی پایا شبیه چمن مرتعی است. این گیاه بومی اروپا اما تقریباً در سراسر جهان به عنوان گونه معرفی شده یافت می‌شود. روی دیوارهای قدیمی، پیاده‌روها، شکاف‌ها، مراتع سنگی خشک، و بسیاری از زیستگاه‌های وحشی رشد می‌کند. ساقه پهنی به ارتفاع ۲۳ الی ۳۰ سانتیمتر دارد. گل‌آذین افشان یک سویه و تنگ‌هم به رنگ سبز خاکستری و گلچه‌هایی به رنگ ارغوانی دارد. زبانک آن گرد است.